# Tonight I'll Be Staying Here with You
Tonight I'll Be Staying Here with You è una canzone di Bob Dylan pubblicata nell'album Nashville Skyline del 1969. È l'ultima traccia dell'album e il terzo singolo estratto dall'LP dopo I Threw It All Away e Lay Lady Lay. Come singolo raggiunse la 50ª posizione nella classifica americana Billboard Hot 100 e si classificò tra le migliori 20 hit negli altri paesi. Tra gli artisti che hanno reinterpretato il brano si ricordano Jeff Beck, Johnny Cash, i My Morning Jacket, Cher, Ben E. King, Albert Lee, Ricky Nelson, i Sugarland e i Black Crowes.

## Il brano
Dylan arrivò alle sessioni di registrazione di Nashville Skyline dopo aver scritto solo quattro canzoni, tra cui I Threw It All Away e Lay Lady Lay. Avendo registrato questi e altri tre nuovi brani il 13 e il 14 febbraio 1969, aveva bisogno di altre canzoni per completare l'album. Tonight I'll Be Staying Here with You è stata scritta in due giorni all'hotel Ramada Inn di Nashville, dove Dylan soggiornò e registrò oltre 11 riprese il 17 febbraio. Il brano ricorda per metrica e melodia le ultime due canzoni dell'album precedente John Wesley Harding, ossia Down Along the Cove e in particolare I'll Be Your Baby Tonight.
Il testo di Tonight I'll Be Staying Here with You dimostra un certo cambiamento dalle prime canzoni d'amore di Dylan, che hanno espresso inquietudine e la ricerca di un amore perfetto. Al contrario, Tonight I'll Be Staying Here with You esprime la devozione del cantante per la sua amata e la ferma volontà di rimanere insieme a lei. Nonostante il titolo che si ripete alla fine di ogni verso, è espressa solo implicitamente la volontà di rimanere "stasera"; in realtà l'implicazione della canzone è che il cantante sia disposto a rimanere permanentemente un padre di famiglia. Il treno che passa è un'immagine ripresa in molte canzoni di Dylan, anche se questa volta il risultato è diverso. L'autore infatti può "sentire quel fischio sibilare" ("I can hear that whistle blowin'"), vuole gettare il proprio biglietto fuori dalla finestra e lasciare che un povero ragazzo per strada "si sieda in modo da poter stare con la sua amante" ("there's a poor boy on the street, then let him have my seat 'cause tonight I'll be staying here with you"). L'accompagnamento include un pianoforte, una pedal steel guitar e un basso elettrico.
Dylan non suonò dal vivo Tonight I'll Be Staying Here with You fino alla tournée della Rolling Thunder Revue tra il 1975 e il 1976. Da quel momento però non la eseguì più nei concerti fino al febbraio 1990 col Neverending Tour. La prima performance live venne tenuta a Waltham, nel Massachusetts, il 22 novembre 1975. La versione eseguita durante la Rolling Thunder Revue appare come un vero e proprio inno rock, allontanandosi in maniera netta dal dolce stile country dell'originale. Tale esecuzione venne pubblicata in The Bootleg Series Vol. 5: Bob Dylan Live 1975, The Rolling Thunder Revue.
Tonight I'll Be Staying Here with You appare anche nelle compilation di Dylan Bob Dylan's Greatest Hits Vol.II e Playlist: The Very Best of Bob Dylan '60s.